# Sergio Pitol
Sergio Pitol Deméneghi (Puebla, 18 de marzo de 1933-Xalapa, 12 de abril de 2018) fue un escritor, traductor y diplomático mexicano.

## Datos biográficos
«Uno es los libros que ha leído, la pintura que ha visto, la música escuchada y olvidada, las calles recorridas. Uno es su niñez, su familia, unos cuantos amigos, algunos amores, bastantes fastidios. Uno es una suma mermada por infinitas restas.»
El arte de la fuga, Sergio Pitol

Sergio Pitol nació el 18 de marzo de 1933 en Puebla, pero desde los cuatro años se trasladó al ingenio veracruzano El Potrero, tras la muerte de su padre. Al poco tiempo, cuando tenía cinco años, su madre murió ahogada en el río Atoyac. Huérfano, creció en una casa grande en este pequeño pueblo de menos de tres mil habitantes. Así lo describe él mismo en su discurso elaborado para el Premio Cervantes:

«Un nombre, tan distante a la elegancia: Potrero. Era un ingenio de azúcar rodeado de cañaverales, palmas y gigantescos árboles de mangos, donde se acercaban animales salvajes. Potrero estaba dividido en dos secciones, una de unas quince o diecisiete casas, habitadas por ingleses, americanos y unos cuantos mexicanos. Había un restaurante chino, un club donde las damas jugaban a las cartas un día por semana, una biblioteca de libros ingleses y una cancha de tenis.»

Pasó su infancia rodeado de adultos que expresaban en sus conversaciones una gran nostalgia por el mundo anterior a la Revolución, un mundo destruido del que guardaban recuerdos contradictorios: tan pronto evocaban las virtudes de aquel paraíso perdido como se quejaban por las miserias y calamidades que habían pasado en aquella época. Fueron precisamente esas experiencias las que influyeron notablemente en la creación de sus primeros cuentos, los de Tiempo cercado e Infierno de todos, que no son más que «el resultado de un ejercicio de limpieza, una vía de escape de ese mundo asfixiado, enfermo, con tufo a lugares oscuros, cerrados y aislados«, como él mismo afirmó en una entrevista de 1989.
Durante varios años estuvo enfermo de paludismo, lo que le obligó a recluirse en casa, tiempo que aprovechó para entregarse a la lectura: comenzó con Verne, Stevenson, Dickens, y a los doce años ya había terminado Guerra y paz. A los diecisiete años, ya estaba familiarizado con Marcel Proust, Faulkner, Thomas Mann, Virginia Woolf, Kafka, Neruda, Borges, los poetas del grupo Los Contemporáneos, mexicanos, los de la generación del 27 y los clásicos españoles. Todos los veranos solía ir con su abuela y su hermano a un balneario a tomar aguas minerales, aunque nunca llegó a experimentar una gran mejoría. Fue su abuela una figura importante en su vida, pues además de hacerse cargo de su educación, le sirvió de modelo y referente a la hora de iniciarse en la literatura, ya que pasaba la mayor parte del día leyendo novelas, sobre todo las de Tolstoi, su autor preferido.
A los dieciséis años, llegó a la Ciudad de México para estudiar en la universidad, y encontró su vocación verdadera, su camino hacia la literatura, en la Facultad de Derecho de la Universidad Nacional Autónoma de México, influyéndole notablemente su maestro don Manuel Martínez Pedroso, catedrático de Teoría del Estado y Derecho internacional. Dijo de él: «Don Manuel fue una de las personas más sabias que he conocido.»
Se licenció en derecho en la Universidad Nacional Autónoma de México, y fue titular de esa carrera en su alma máter, en la Universidad Veracruzana de Xalapa y en la Universidad de Brístol. Fue miembro del Servicio Exterior Mexicano desde 1960, para el que trabajó como agregado cultural en París, Varsovia, Budapest, Moscú y Praga. Su paso por Moscú afianzó en él su afición por la literatura rusa en general y por Antón Chéjov en particular.
Además, residió en Roma, Pekín y Barcelona por motivos de estudio y trabajo. En esta última ciudad, vivió entre 1969 y 1972, y allí tradujo para varias editoriales, entre ellas Seix Barral, Tusquets y Anagrama (la cual publica sus obras en España). Vivió desde 1993 hasta su muerte en Xalapa, capital del estado mexicano de Veracruz.
Pitol fue también conocido por sus traducciones al español de novelas de autores clásicos en lengua inglesa, como Jane Austen, Joseph Conrad, Lewis Carroll y Henry James, entre otros.
Empezó a publicar en la madurez (No hay tal lugar, 1967). «Me inicié con el cuento y durante quince años seguí escribiéndolos. En el cuento hice mi aprendizaje. Tardé mucho en sentirme seguro.» Escribió una decena de libros antes de El arte de la fuga (1996), donde hizo un notable balance de su trayectoria y creó un género narrativo-memorialístico muy personal. La difusión masiva de su obra fue tardía.
El 23 de enero de 1997, fue elegido miembro correspondiente de la Academia Mexicana de la Lengua.
Hablaba español, que era su lengua materna. Además, dominaba varios idiomas, incluyendo inglés, francés, italiano, polaco y ruso, lo que le permitió realizar un importante trabajo como traductor. También sabía alemán y posiblemente otros idiomas eslavos.

## Muerte
Falleció el 12 de abril de 2018, a los 85 años, por complicaciones de una afasia progresiva que lo acompañaba desde hacía varios años que evolucionó hacia un accidente vascular cerebral

## Acerca de su obra
Dentro de su obra narrativa, se pueden destacar dos etapas:

### Primera etapa
Iniciada con sus primeros cuentos, los de Tiempo cercado e Infierno de todos, marcada por tintes nostálgicos y un tanto negativos, definida por él mismo como un intento de escapar de un mundo asfixiado y enfermo. En el período en el que escribió estos cuentos se entregó a la lectura de William Faulkner, puesto que en sus novelas encontró un mundo con el que se sentía claramente identificado: el de los terratenientes del sur de Estados Unidos después de la Guerra Civil, gente que vivía en grandes casas, que padecía enfermedades de todo tipo y vivía arruinada, sin lograr adaptarse al mundo contemporáneo. Un mundo lleno de niños que nacieron después del desastre: niños huérfanos, enfermos, amedrentados.

### Segunda etapa
La segunda etapa se conoce como la de los viajes, donde el protagonista es una especie de peregrino laico, un joven ansioso por descubrir los misterios de la naturaleza humana. En esta etapa Sergio Pitol se centra en ahondar en la psicología de los personajes, (la mayoría mexicanos) planteándose algunos dilemas morales. Un ejemplo característico sería el relato Cuerpo presente, con el que precisamente se inició la segunda etapa. En ella, hace un registro de los personajes y lugares que fue conociendo, aunque utilizara el lugar solamente como marco escénico.

## Obras publicadas
Obra completa de Sergio Pitol:
Libros de cuento
- Tiempo cercado, 1959
- Infierno de todos, 1971
- No hay tal lugar, 1967
- Del encuentro nupcial, 1970
- Los climas, 1972
- Nocturno de Bujara, 1981, reeditado por Anagrama como Vals de Mefisto, 1984, incluye: "Mephisto-Waltzer", "El relato veneciano de Billie Upward", "Asimetría", "Nocturno de Bujara"
- Cementerio de tordos, 1982
- Cuerpo presente, 1990
- Un largo viaje, 1999

Novela
- El tañido de una flauta, 1972
- El desfile del amor, 1984
- Juegos florales, 1985
- Domar a la divina garza, 1988
- La vida conyugal, 1991, adaptada al cine

Ensayo
- De Jane Austen a Virginia Woolf : seis novelistas en sus textos, 1975
- La casa de la tribu, 1989
- Juan Soriano: el perpetuo rebelde, 1993
- Adicción a los ingleses: vida y obra de diez novelistas, 2002
- De la realidad a la literatura, 2003
- El tercer personaje, ensayos, 2013

Memoria
- El arte de la fuga, 1996
- Pasión por la trama, 1998
- El viaje, 2000
- El mago de Viena, 2005
- Una autobiografía soterrada, 2010
- Memoria: 1933-1966, 2011

Selecciones, recopilaciones, antologías
- Asimetría: antología personal, 1980
- El relato veneciano de Billie Upward, Monteávila, 1992
- Soñar la realidad: una antología personal, RHM, 1998
- Todos los cuentos, Alfaguara, 1998
- Tríptico de carnaval, Anagrama, 1999, contiene El desfile del amor; Domar a la divina garza; La vida conyugal
- Todo está en todas las cosas, Lom, Era, 2000
- Los cuentos de una vida, Debate, 2002
- Obras reunidas II, FCE, 2003, contiene El desfile del amor; Domar a la divina garza; La vida conyugal
- Obras reunidas III: cuentos y relatos, FCE, 2004
- El oscuro hermano gemelo y otros relatos, Norma, 2004
- Obras reunidas IV: escritos autobiográficos, FCE, 2006
- Los mejores cuentos, Anagrama, 2006
- Trilogía de la memoria, Anagrama, 2007, agrupa El arte de la fuga, El viaje y El mago de Viena
- Ícaro, 2007
- La patria del lenguaje lecturas y escrituras latinoamericanas, Corregidor, 2013

## Traducciones
Del chino
- Diario de un loco, Lu Hsun, Tusquets, 1971

Del inglés
- Nuevas metas de la dirección, William B. Given, Herrero, 1960
- Dirección ejecutiva del personal : cómo obtener mejores resultados de la gente, Edward Schleh, Herrero, 1960
- Relaciones humanas venturosas, principios y práctica en el negocio, en el hogar y en el gobierno, William J. Reilly, Herrero, 1961
- El socialismo en la era nuclear, John Eaton, Era, 1968
- El buen soldado, Ford Madox Ford, Planeta, 1971
- La cultura moderna en América Latina, Jean Franco, Joaquin Mortiz, 1971
- Adiós a todo eso, Robert Graves, Seix Barral, 1971
- La vuelta de tuerca, Henry James, Salvat, 1971
- Emma, Jane Austen, Salvat, 1972
- El corazón de las tinieblas, Joseph Conrad, Lumen, 1974
- El volcán, el mezcal, los comisarios... dos cartas, Malcolm Lowry, Tusquets, 1984
- En torno a las excentricidades del Cardenal Pirelli, Ronald Firbank, Anagrama, 1985
- Vales tu peso en oro, J. R. Ackerley, Anagrama, 1989
- Los papeles de Aspern, Henry James, Monteávila, 1998
- Las bostonianas, Henry James, Debolsillo, 2007
- Daisy Miller y Los papeles de Aspern, Henry James, UNAM, 2015

Del húngaro
- El ajuste de cuentas y otros relatos, Tibor Déry, Era, 1968
- Amor, Tibor Déry, Instituto cubano del libro, 1970

Del italiano
- El mal oscuro, Giuseppe Berto, Seix Barral, 1966
- Salto mortal, Luigi Malerba, Seix Barral, 1969
- Las ciudades del mundo, Elio Vittorini, Barral, 1971
- Lida Mantovani y otras historias de Ferrara, Giorgio Bassani, Barral, 1971

Del polaco
- Las puertas del paraíso, Jerzy Andrzejewski, Joaquín Mortiz, 1965
- Cartas a la señora Z, Kazimierz Brandys, Universidad Veracruzana, 1966
- Antología del cuento polaco contemporáneo, varios autores, Era, 1967
- Madre de reyes, Kazimierz Brandys, Era, 1968
- Diario argentino, Witold Gombrowicz, Sudamericana, 1968
- Cosmos, Witold Gombrowicz, Seix Barral, 1969
- La virginidad, Witold Gombrowicz, Tusquets, 1970
- Transatlántico, Witold Gombrowicz, Barral, 1971
- Bakakaï, Witold Gombrowicz, Barral, 1974
- Rondó, Kazimierz Brandys, Anagrama, 1991

Del ruso
- Caoba, Boris Pilniak, Anagrama 1987
- La defensa, Vladimir Nabókov, Anagrama, 1990
- Relatos, Borís Pilniak, Conaculta, 1997
- Un drama de caza, Antón Chéjov, Universidad Veracruzana, 2008

## Premios y distinciones
- Premio Xavier Villaurrutia 1981 por Nocturno de Bujara[11]
- Premio de la revista Aventura y Misterio, por el cuento Amelia Otero (1957)
- Premio Rodolo Goes, del INBA, por la novela El tañido de una flauta (1973)
- Premio La Palabra y el Hombre por el cuento Asimetría (1980)
- Premio Nacional de Literatura (1983)
- Premio Nacional Francisco Xavier Clavijero 2002 (2003)
- Premio Juan Rulfo (1999)
- Premio Internazionale Bellunesi che Hanno Onorato la Provincia in Italia e nel Mondo (Venecia) (2000)
- Premio Bellas Artes de Narrativa Colima para Obra Publicada 1982
- Premio Herralde de novela por El desfile del amor (1984)
- Premio Nacional de Ciencias y Artes en el área de Lingüística y Literatura 1993
- Premio Mazatlán de Literatura 1997 por El arte de la fuga
- Premio Mazatlán al mejor libro por dos años consecutivos (1996 y 1997)
- Premio de Literatura Latinoamericana y del Caribe Juan Rulfo 1999
- Distinción Honoris causa, otorgada por la Universidad Autónoma Metropolitana (1998)
- Premio Miguel de Cervantes 2005[12]
- Premio Internacional Alfonso Reyes 2015
- Premio Roger Caillois 2006

## Obras acerca de Sergio Pitol
- José Balza, Victoria de Stefano, Anamari Gomis, et alii. Sergio Pitol, los territorios del viajero. México, ERA, 2000.
- Karim Benmiloud. Sergio Pitol ou le carnaval des vanités. Paris, Presses Universitaires de France, 2012.
- Karim Benmiloud, Raphaël Estève (dir.). El planeta Pitol. Bordeaux, Presses Universitaires de Bordeaux, 2012.
- José Bru (comp.). Acercamientos a Sergio Pitol. Guadalajara, Universidad de Guadalajara, 1999.
- Maricruz Castro Ricalde. Ficción, narración y polifonía: el universo narrativo de Sergio Pitol. México: Universidad Autónoma del Estado de México, 2000.
- Laura Cazares Hernández. El caldero fáustico: la narrativa de Sergio Pitol. México, UAM, 2000.
- (VV.AA.). Texto crítico n.° 21, Xalapa, Universidad Veracruzana, abr.-jun. 1981.
- Pedro M. Domene. Sergio Pitol: el sueño de lo real. Batarro (revista literaria) n.° 38-39-40, 2002.
- Luz Fernández de Alba. Del tañido al arte de la fuga. Una lectura crítica de Sergio Pitol. México, UNAM, 1998.
- Teresa García Díaz. Del Tajin a Venecia: un regreso a ninguna parte. Xalapa, Universidad Veracruzana, 2002.
- Teresa García Díaz (coord.). Victorio Ferri se hizo mago en Viena (sobre Sergio Pitol). Xalapa, Universidad Veracruzana, 2007.
- Alfonso Montelongo. Vientos troqueles: la narrativa de Sergio Pitol. Xalapa, Universidad Veracruzana, 1998.
- José Luis Nogales Baena. Hijo de todo lo visto y lo soñado: La narrativa breve de Sergio Pito. Sevilla, Consejo Superior de Investigaciones Científicas, Editorial Universidad de Sevilla, Diputación de Sevilla, 2019.
- Renato Prada Oropeza. La narrativa de Sergio Pitol: los cuentos. Xalapa, Universidad Veracruzana, 1996.
- Eduardo Serrato (comp.). Tiempo cerrado, tiempo abierto. Sergio Pitol ante la crítica. México, ERA - UNAM, 1994.
- Hugo Valdés Manríquez. El laberinto cuentístico de Sergio Pitol. Monterrey, Gobierno del Estado de Nuevo León, 1998.

| Predecesor: Rafael Sánchez Ferlosio | Premio Miguel de Cervantes 2005 | Sucesor: Antonio Gamoneda |